# Nosgoth
Nosgoth — отменённая бесплатная многопользовательская компьютерная игра в жанре шутера от третьего лица. Её действие происходит в вымышленной вселенной серии компьютерных игр Legacy of Kain. Сюжет базируется на противостоянии людей и вампиров. Игра была анонсирована 25 сентября 2013 года; её существование до этого момента было предметом слухов и утечек и было официально подтверждено в июне 2013 года.
7 февраля 2013 года компания Square Enix, владеющая правами на серию Legacy of Kain после приобретения Eidos в 2009 году, зарегистрировала домен warfornosgoth.com. Весной 2013 года упоминания некоей игры или нескольких игр под названиями Nosghoth и War for Nosgoth были обнаружены пользователями в базе данных Steam и в обновлениях программного обеспечения для видеокарт AMD.
В начале июня 2013 года Джордж Келлион, менеджер Square Enix по связям с сообществом, подтвердил, что игра под названием Nosgoth находится в разработке; что студия Crystal Dynamics, работавшая над предыдущими играми серии Legacy of Kain, участия в разработке Nosgoth не принимает; и что игра не будет однопользовательской. В конце июня 2013 года один из участников интернет-форума NeoGAF сообщил с опорой на материалы, исходящие от сотрудников британской студии Climax Studios, что игра Nosgoth первоначально была частью находившейся в разработке и отмененной игры Legacy of Kain: Dead Sun. Этот проект, согласно утверждению разгласившего информацию участника, находился в разработке в 2009—2012 годах и должен был войти в стартовую линейку игр для PlayStation 4; он включал в себя многопользовательский режим, которым занималась другая студия — Psyonix. После отмены Legacy of Kain: Dead Sun этот многопользовательский режим был преобразован в отдельную игру. Джордж Келлион из Square Enix подтвердил эту информацию, в том числе и утверждение о том, что Nosgoth первоначально представляла собой многопользовательский режим Dead Sun, заявив, что игра «выросла по размерам и масштабам со времен первоначальной задумки».
С 21 января 2015 года игра находилась в стадии открытого бета-теста.
8 апреля 2016 года объявлено об отказе от продолжения разработки и отключении серверов 31 мая.